# Václav Průša
Václav Průša (12 settembre 1912 – 8 gennaio 1981) è stato un calciatore cecoslovacco, di ruolo attaccante.

## Carriera

### Club
In totale ha segnato 64 gol in 160 partite nella massima divisione cecoslovacca.
Ha segnato anche 6 reti in 7 partite in Coppa Mitropa.

### Nazionale
Il 9 ottobre 1932 esordisce in Nazionale contro la Jugoslavia (2-1).
Conta anche una presenza ed una rete nella Nazionale B, effettuate nel 1935, ed una presenza con due reti nella nazionale amatori nel 1932.